# Arboretum Zürich
Das Arboretum (umgänglich auch Rentenwiese genannt) ist eine Parkanlage in Zürich. Es liegt im Enge-Quartier am westlichen Ufer des Zürichsees und ist Teil der 1887 eingeweihten Quaianlagen. Seit Juni 2016 befindet es sich weitgehend im Originalzustand.
Die Parkanlage wurde auf einem ebenen, dem See abgerungenen Gelände im Stil des späten Landschaftsgartens angelegt und war ursprünglich als Ort für die botanische Weiterbildung gedacht. Heute wird das Arboretum hauptsächlich als Freizeitanlage sowie im Sommer als Badeanlage verwendet.

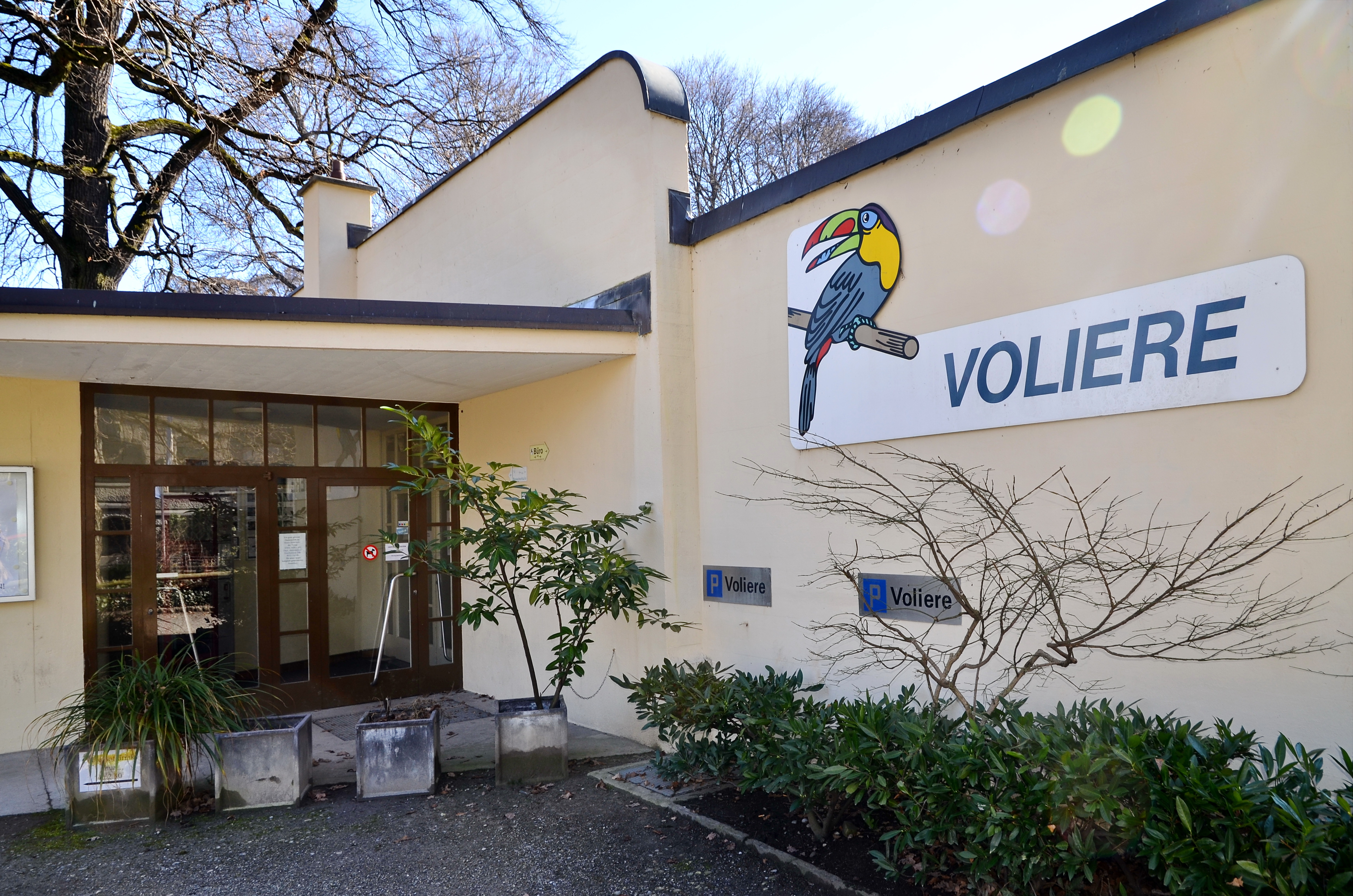
Voliere Eingangsbereich

Zum Arboretum gehört eine Gesteinssammlung und das erste Alpenpanorama Zürichs. Die Voliere-Gesellschaft Zürich hat ihr Gebäude auf dem Gelände des Arboretums.

## Entwicklung

Arboretum aus der Luftperspektive, fotografiert von Werner Friedli, 1947

Die 41'360 m² grosse Fläche des Arboretums entstand im Rahmen der Aufschüttungsarbeiten zum Bau der Quaianlagen in den Jahren 1883 bis 1887. Ursprünglich sollten ein konventioneller Park in die Quaianlage eingefügt werden. 1885, kurz vor Baubeginn, unterbreitete jedoch eine Gruppe von Botanik- und Geologieprofessoren der Quaidirektion Vorschläge zur Bereicherung des Parkkonzepts. Daraufhin wurde eine Arboretumskommission gebildet, der auch die Landschaftsarchitekten Evariste Mertens und Otto Froebel sowie der Botaniker Carl Schroeter angehörten. Auf Anraten der Kommission wurden eine Baumsammlung mit fremdländischen Gehölzen, eine Gesteinssammlung und ein die nahen Berge erklärendes Alpenpanorama in die Anlage aufgenommen.
Nach Jahrzehnten des Aufbaus wurden ab ca. 1940 schleichend Veränderungen vorgenommen, die dem ursprünglichen Konzept nicht zuträglich waren. So wurden drei Einmann-Bunker auf dem Gelände errichtet und Wege asphaltiert. Ausserdem wurden die pflegeintensiven Gebirgspflanzen des Alpinums durch pflegeleichtere Blütensträucher ersetzt.
Seit der Erarbeitung des Parkpflegewerks 1985 ist ein Erneuerungsprozess im Gang. So wurden ursprüngliche Kiesbeläge von Wegen wieder hergestellt und überalterte Bestände entsprechend dem wissenschaftlichen Konzept von einst nachgepflanzt. Im Juni 2016 erfolgte nach neunmonatiger Umbauzeit die Wiedereröffnung der Uferanlagen, welche nach denkmalpflegerischen Kriterien in den Originalzustand zurückgeführt wurden.
Das Arboretum gilt heute als historisches Gartendenkmal Zürichs.

## Aufbau

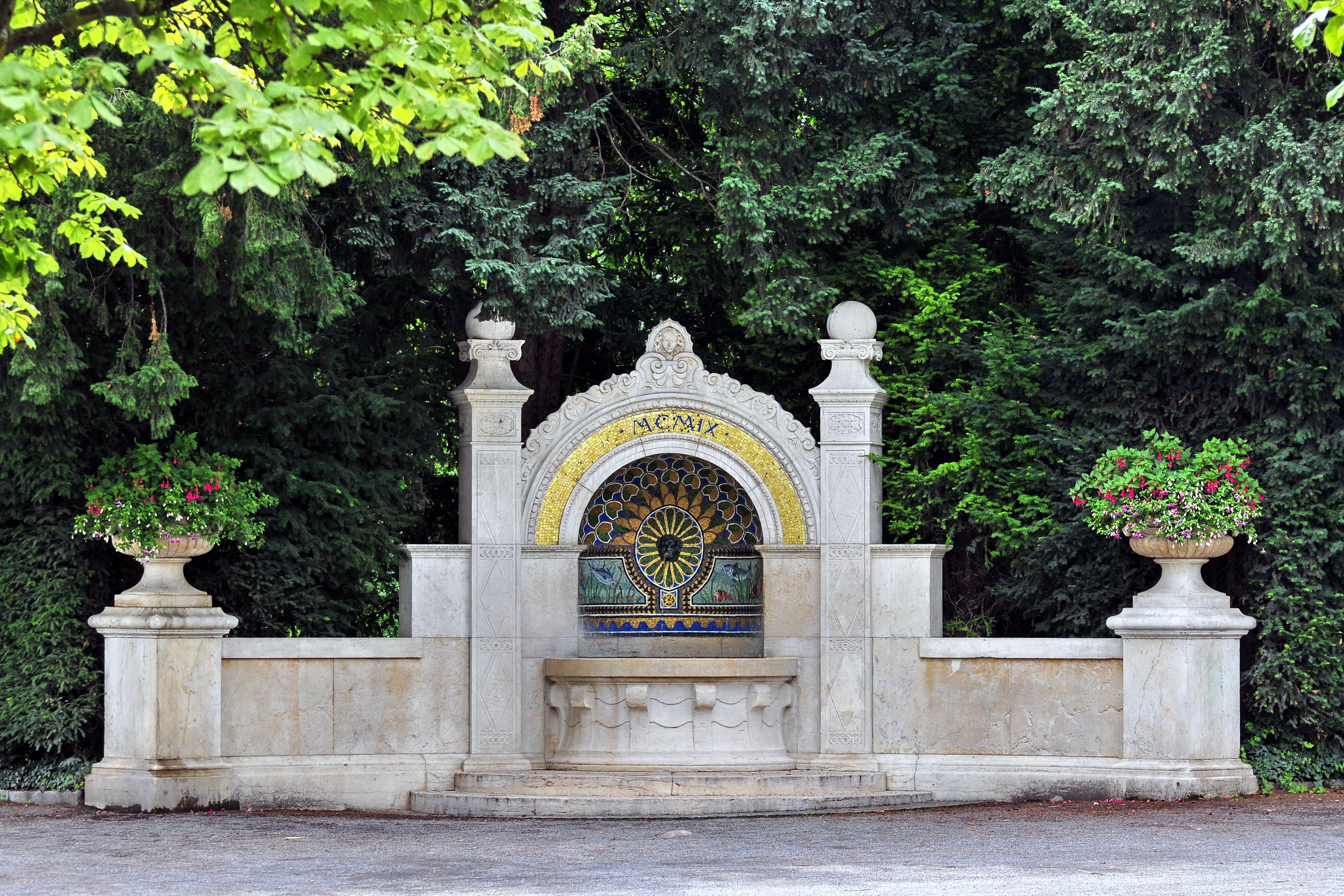
Bluntschlibrunnen von Alfred Friedrich Bluntschli, 1909

Beim Eingang zum Arboretum am General-Guisan-Quai steht der von Alfred Bluntschli 1909 entworfene Bluntschlibrunnen. Der symmetrisch angelegte Monumentalbrunnen im Stil der italienischen Frührenaissance ist von den Bildhauern Joseph Regl und Heinrich Emil Schneebeli ausgeführt.

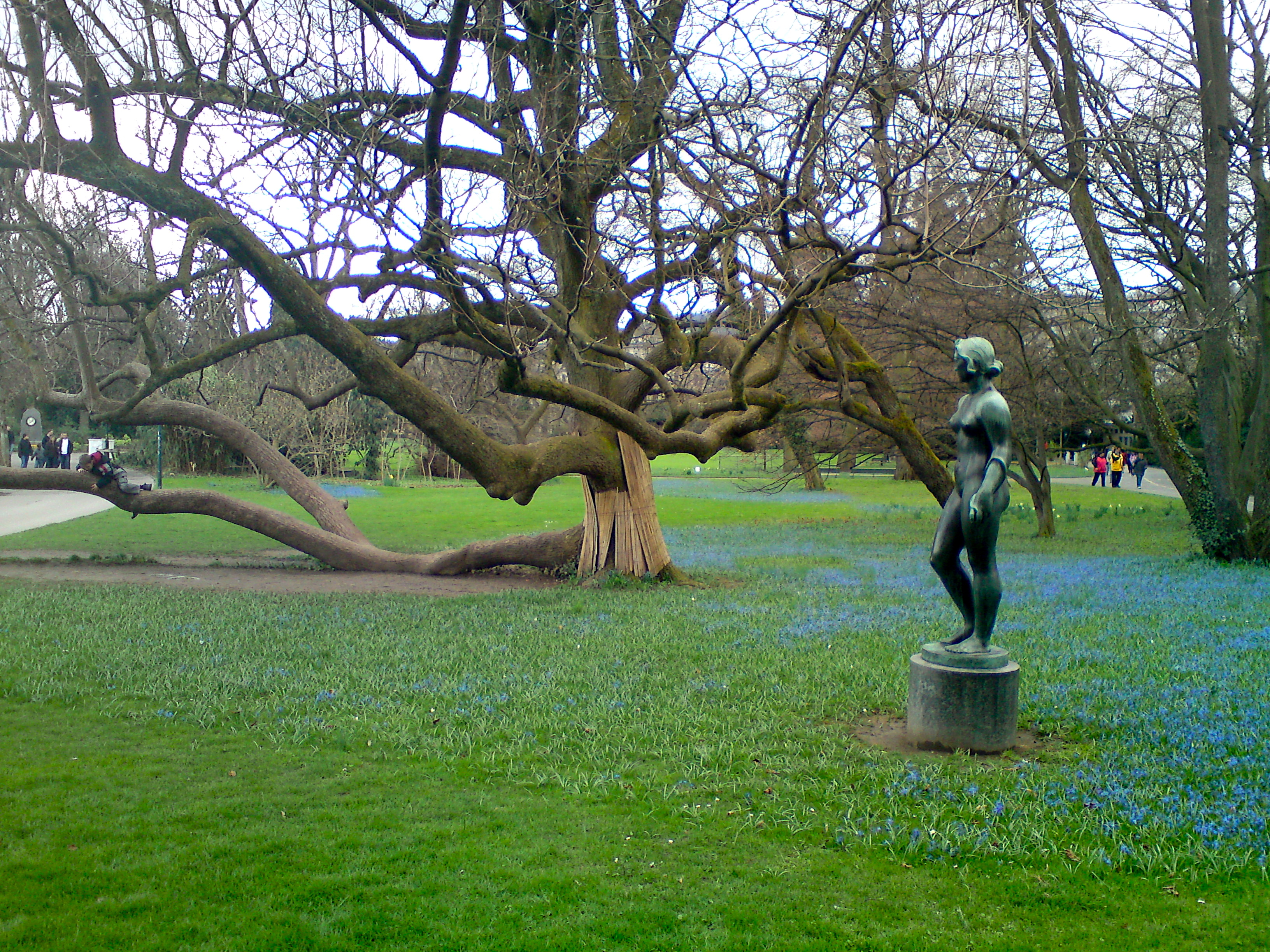
Gurken-Magnolie und die Aphrodite-Skulptur von Einar Utzon-Frank

Basierend auf dem Konzept von Schröter gliedert sich die Baumsammlung in drei Segmente. Das grösste umfasst die neun pflanzengeografischen Florenbezirke Südschweiz, die Alpen, den Jura, das Mittelmeer und den Orient, die Südstaaten der USA, die Oststaaten der USA und Kanada, Kalifornien, Japan und China. Das zweite Segment beinhaltet die vier pflanzensystematische Florenbezirke Ulmen, Ahorne, Eschen sowie Buchen. Das dritte Segment besteht einzig aus dem pflanzengeschichtlichen Florenbezirk Tertiär.

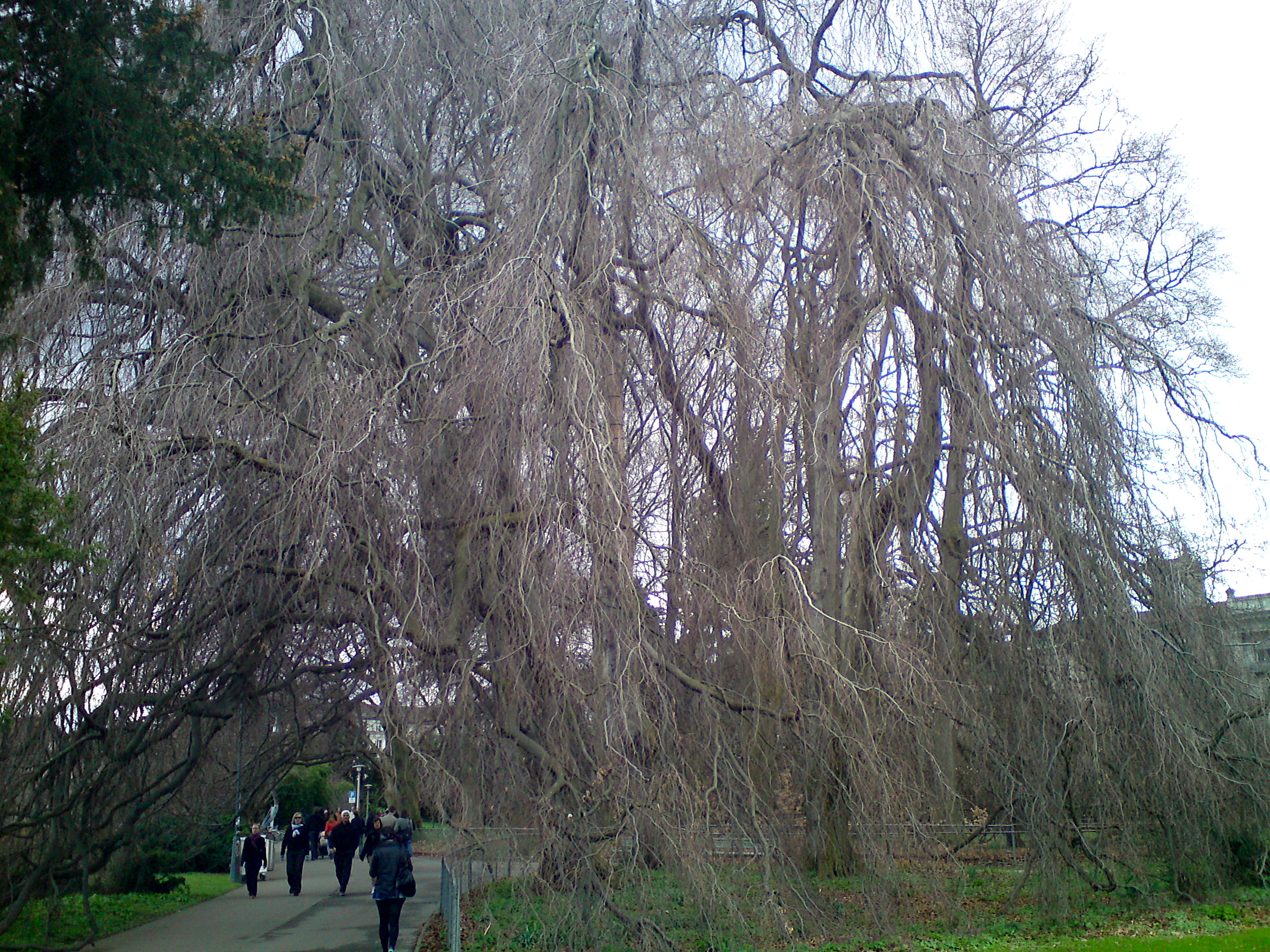
Fagus Sylvatica Pendula

Auf der seeseitigen Flanke des Hügels wurde ursprünglich ein Alpinum, eine Sammlung von Gebirgspflanzen eingerichtet.  In diesem Bereich liegen auch originale Gesteinsformationen der Alpen, sowie die Alpenpanorama-Tafel. Vor Ort gibt es keine Erläuterungen der Struktur. Allerdings sind sämtliche Bäume beschriftet.